# Фабрика футбола
«Фа́брика футбо́ла» (англ. The Football Factory) — книга английского писателя Джона Кинга, состоящая из 28 историй, о футбольных хулиганах, насилии и культуре недовольного и скучающего рабочего класса Британии 90-х годов XX века. В 2004 году на основе книги был снят фильм с одноименным названием.

## Сюжет
Сюжетная линия серии рассказов довольно четко разделена автором на две основные составляющие: это описание околофутбольного насилия, чередующееся с описанием географии и уклада жизни городов современной Англии. Изложение событий ведется с грубым реализмом и искренней включенностью в культуру, которая, по сути, официально отвергнута, но которую невозможно игнорировать. Автор мастерски владеет идиоматическим языком и уличным сленгом, его голос является подлинным выражением взглядов недовольной и разочарованной белой британской молодежи.